# Wouter Hutschenruijter (1796-1878)
Wouter Hutschenruijter (Rotterdam, gedoopt Oppertse Kerk, 28 december 1796 – aldaar, 8 november 1878) was een componist, dirigent en violist.
Hij was zoon van Willem Hutschenruijter en Catharina Suijdmulder/Zandmulder. Hijzelf huwde in 1822 met Huberdina de Haas. Zoon Willem Jacob Hutschenruijter en dochter Helena Margaretha Hutschenruijter gingen de muziek in. Ook kleinzoon (via Willem Jacob) Wouter Hutschenruijter was musicus. Hutschenruijter senior was benoemd tot ridder in de Orde van de Eikenkroon.
Hij kreeg zijn muziekopleiding van een lid van de Dahmen-familie.  Naast het vioolspel bekwaamde hij zich ook in het bespelen van trompet en hoorn. Als jongen speelde hij al mee in het orkest van de plaatselijke schutterij. Hij ging tijdens hun verblijf in Nederland in de leer bij Johann Nepomuk Hummel en Bernhard Romberg voor studies muziektheorie en compositieleer. Hij gaf voorts lessen aan de School van de Toonkunst, maar alleen de jongensklassen (meisjes kregen les van Samuel de Lange sr).
Hij richtte in Rotterdam een concertvereniging op, die al snel weer werd opgeheven in verband met de populariteit van de Eruditio concerten van de Maatschappij tot Bevordering der Toonkunst, waarvan Hutschenruijter weer leider werd. Voorts was hij dirigent bij een zelf opgericht orkest en koor in Schiedam en was kapelmeester te Delft
Van zijn hand verscheen een aantal werken: vijf concerten, drie symfonieën (de derde was opgedragen aan koning Leopold I van België en hij kreeg er een gouden medaille voor), ouvertures (een voor blaasorkest en een voor symfonieorkest), vijf fantasieën, drie gevarieerde thema’s voor hoorn met orgelbegeleiding, de opera Le roi de Bohème en twintig marsen voor militair orkest. Ook composities bestemd voor de kerk zoals cantates en een mis ontbreken niet in zijn oeuvre. Opvallend is een concertino met acht pauken. Er zijn ook liederen van hem bekend zoals Het breistertje en Een kruis met rozen.
- Biografisch Portaal: 13898223
- Gemeinsame Normdatei: 102420149
- International Standard Name Identifier: 0000 0000 8004 6762
- Library of Congress Control Number: n94105280
- Nederlandse Thesaurus van Auteursnamen: 104772433
- Virtual International Authority File: 79259275
- WorldCat: E39PBJj4vgtPTVYR7v3FHYfwmd